# Olingo
Els olingos són petits carnívors de la família dels prociònids. Són originàries de les selves tropicals d'Amèrica Central i Amèrica del Sud des de Nicaragua fins al Perú. Són arbòries i nocturnes, i viuen a elevacions des del nivell del mar fins a 2,750 m. Els olingos s'assemblen molt a un altre procionid, el Kinkajú, en morfologia i els hàbits, tot i que no tenen cua prènsil i llengües extrusibles, tenen el musell més llarg i posseeixen glàndules olorífiques. Tanmateix, els dos gèneres no són germans. També s'assemblen als galagos i a certs lèmurs.
Viuen als arbres, en boscos humits a 2.000 metres d'altitud i són semblants als kinkajús en morfologia i hàbits nocturns. Es desplacen individualment o en petits grups i la cua té entre 11 i 13 anells.